# Snow (Hey Oh)
Snow (Hey Oh) è un singolo del gruppo musicale statunitense Red Hot Chili Peppers, pubblicato il 20 novembre 2006 come terzo estratto dal nono album in studio Stadium Arcadium.
Il brano è stato scelto come inno ufficiale di WrestleMania XXIV.

## Descrizione
Si tratta di una canzone leggera e melodica, molto simile ai brani di By the Way.
La canzone è guidata da un rapido riff di chitarra di John Frusciante, e fa uso delle doppie fermate al basso di Flea.
Frusciante ha rivelato che questa doveva essere la terza di sette canzoni distribuite come un singolo da Stadium Arcadium.
Ancora prima di essere pubblicata come singolo, è salita al numero cinquantatré nella top 100 di iTunes nel Regno Unito il 13 maggio.
Il 9 gennaio 2007, la canzone viene scelta da Steve Jobs durante il famoso keynote che introdusse nel mondo degli smartphone il primo iPhone; scrollando nella sua playlist disse: "....I wanna listen to, ohh maybe.... Red Hot Chili Peppers, I love these guys...."
Il brano è suonato durante i crediti del secondo film di Death Note, Death Note - Il film - L'ultimo nome. È stata anche utilizzata da ESPN in spot per X Games.
La canzone è stata anche utilizzata in alcuni spot televisivi per il film del 2006 Happy Feet e come colonna sonora di apertura della puntata finale dell'ottava serie di Scrubs - Medici ai primi ferri.

## Video musicale
In un'intervista, Tony Kaye, che ha anche diretto il video di Dani California, ha detto a MTV che avrebbe voluto dirigere il video per la canzone. Tuttavia, non sono state utilizzate le sue riprese, ma quelle di Nick Wickham, il regista commissionato dalla Warner per girare il nuovo video; tale videoclip mostra la band in concerto il 17 e 18 ottobre 2006 all'Izod Center di New Jersey, con film, alternati in bianco e nero e a colori, di fans del gruppo e degli stessi Red Hot in concerto, oltre allo staff della band che mostra Tracy Robar (tecnico del basso), Dave Lee (tecnico della chitarra), Chris Warren (tecnico della batteria), Dave Rat (tecnico del suono), Scott Holthaus (tecnico dell'impianto luci), Gage Freeman (tour manager) e Lyssa Bloom (coordinatrice del tour).

## Tracce
Testi e musiche dei Red Hot Chili Peppers.
CD singolo internazionale
1. Snow (Hey Oh) – 4:41
2. Funny Face – 4:46

CD maxi-singolo
1. Snow (Hey Oh) – 4:41
2. Funny Face – 4:46
3. I'll Be Your Domino – 3:54

CD singolo/7" (Regno Unito)
1. Snow (Hey Oh) – 4:41
2. Permutation (Live) – 3:43

Singolo iTunes
1. Snow (Hey Oh) – 5:34
2. Funny Face – 4:46
3. I'll Be Your Domino – 3:54
4. Permutation (Live) – 3:43

## Formazione
- Anthony Kiedis – voce
- John Frusciante – chitarra, mellotron, cori
- Flea – basso
- Chad Smith – batteria, percussioni

## Classifiche

### Classifiche settimanali
| Classifica (2006) | Posizione massima |
| ----------------- | ----------------- |
| Australia         | 35                |
| Austria           | 5                 |
| Belgio (Vallonia) | 39                |
| Belgio (Fiandre)  | 9                 |
| Germania          | 5                 |
| Nuova Zelanda     | 10                |
| Paesi Bassi       | 5                 |
| Regno Unito       | 16                |
| Svezia            | 19                |
| Svizzera          | 9                 |